# Serra do Bodopitá

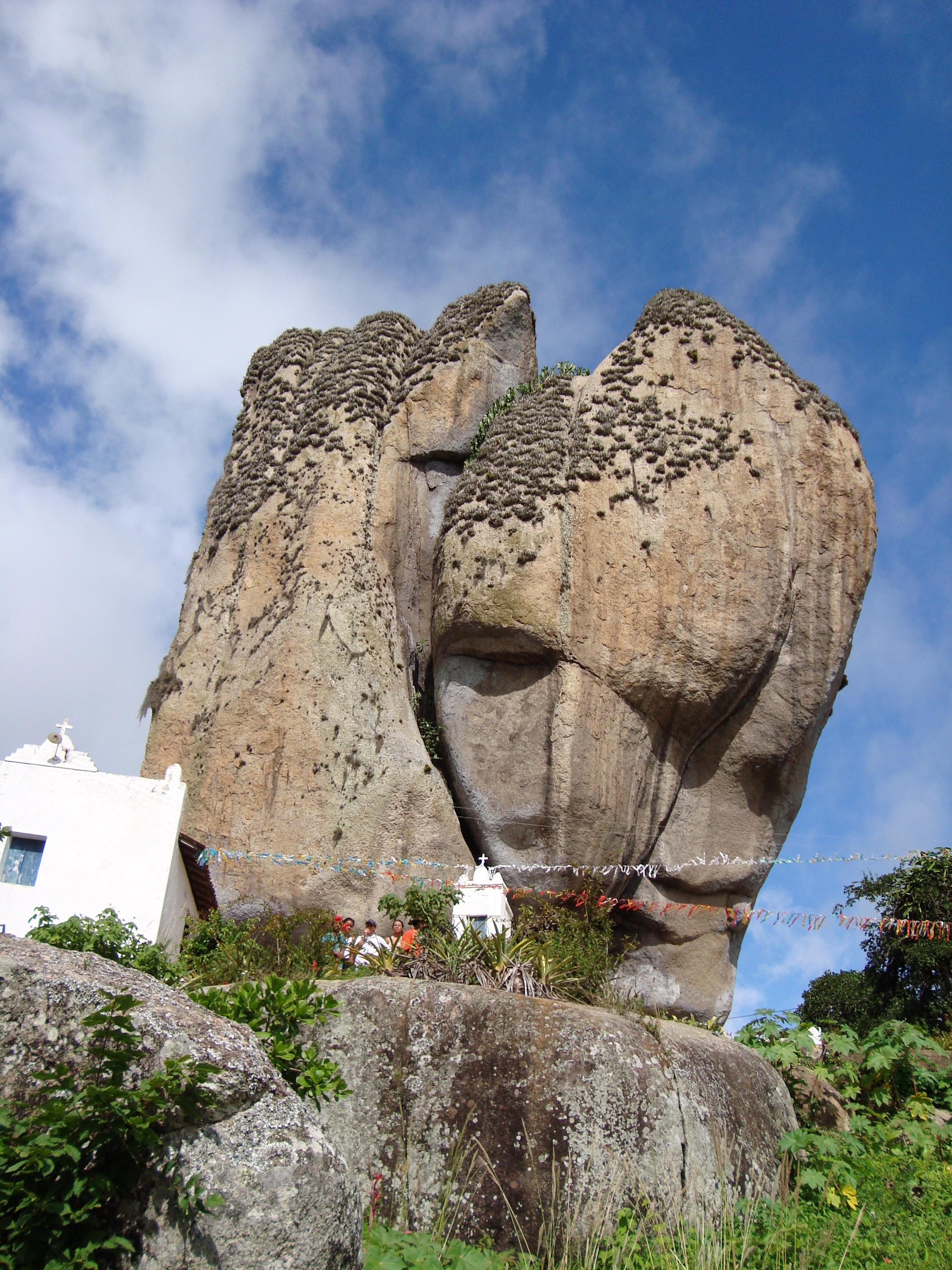
Pedra de Santo Antônio, principal ponto turístico de Fagundes e local mais visitado da serra.

A serra do Bodopitá é um contraforte montanhoso que faz parte do planalto da Borborema e se estende pelos municípios de Fagundes e Queimadas, no estado brasileiro da Paraíba. Na sua extensão encontram-se as terras dos sítios Zumbi, Laranjeiras, Suzana, Engenho Velho, Trapiche, Melancia, Sítio Cumbe, Canoas, Limão, Catucá e Barragem.

## História
Acredita-se que o primeiro homem civilizado a avançar ao norte de Bodopitá foi o capitão-mor Teodósio de Oliveira Lêdo, nos idos de 1670, quando, numa das suas viagens, voltava da região de Piranhas trazendo índios bultrins ou ariús, descobrindo uma imensa planície entre as duas serras dos contrafortes da serra.
Já Martin de Nantes foi um missionário capuchino francês que nos idos de 1670 circulou pelos Cariris paraibanos catequizando os indígenas locais que já haviam sido contatados por Oliveira Lêdo e convertidos pelo padre Théodore de Lucé. Um ano depois Nantes partiria para catequizar às marges do rio São Francisco. Até então, o fato de alguns padres terem se fixado por pouco tempo nessa serra não significou que seus selvagens habitantes houvessem sido catequizados ou a serra tivesse sido cultivada e colonizada, já que somente cem anos após a fundação de João Pessoa em 1585 é que se iniciaria de fato o processo colonização do que então chamou-se de «Cariri de Fora» — as terras a partir de Bodopitá.

## Geografia
A serra apresenta formação geológica datada do período arqueano e compreende um maciço rochoso que tem grande área de terras altas, com picos que atingem mais de mil metros de altitude, ao longo dos referidos municípios. 
Em virtude de seu cenário, a região recebe grande número de turistas que têm sobretudo a intenção de visitar a pedra de Santo Antônio, que está cercada de paisagens de beleza marcante do meio ambiente local. Em 2008, foram descobertas na região por uma equipe de estudiosos do Iphan inscrições rupestres de relevância histórica.
Em Bodopitá há uma unidade de conservação que serve como a área de proteção ambiental, contando com o apoio da população, que ajuda na proteção e preservação do ecossistema de caatinga da região. 